# I-15 (1944)
El I-15 (イ-15?) fue un submarino portaaviones del Tipo AM de la Armada Imperial Japonesa cuya construcción no llegó a ser completada antes del fin de la Segunda Guerra Mundial.

## Historial
El diseño I-15, al igual que sus gemelos, estaba basado en el de los Tipo A2, pero se modificaron para poder equipar dos hidroaviones en su hangar. Este ocupaba la línea de crujía, ligeramente desplazado en diagonal hacia estribor por la popa, y debido a su mayor longitud obligó a desplazar a babor la torre de la vela, de un modo análogo al empleado en los Clase I-400.
La construcción del I-15 se inició el 30 de abril de 1943, siendo botado el 12 de abril de 1944. Cuando la construcción se encontraba al 90 % se recibió la orden de cancelarla en marzo de 1945, siendo desguazado ese mismo año.